# 鎌倉文化

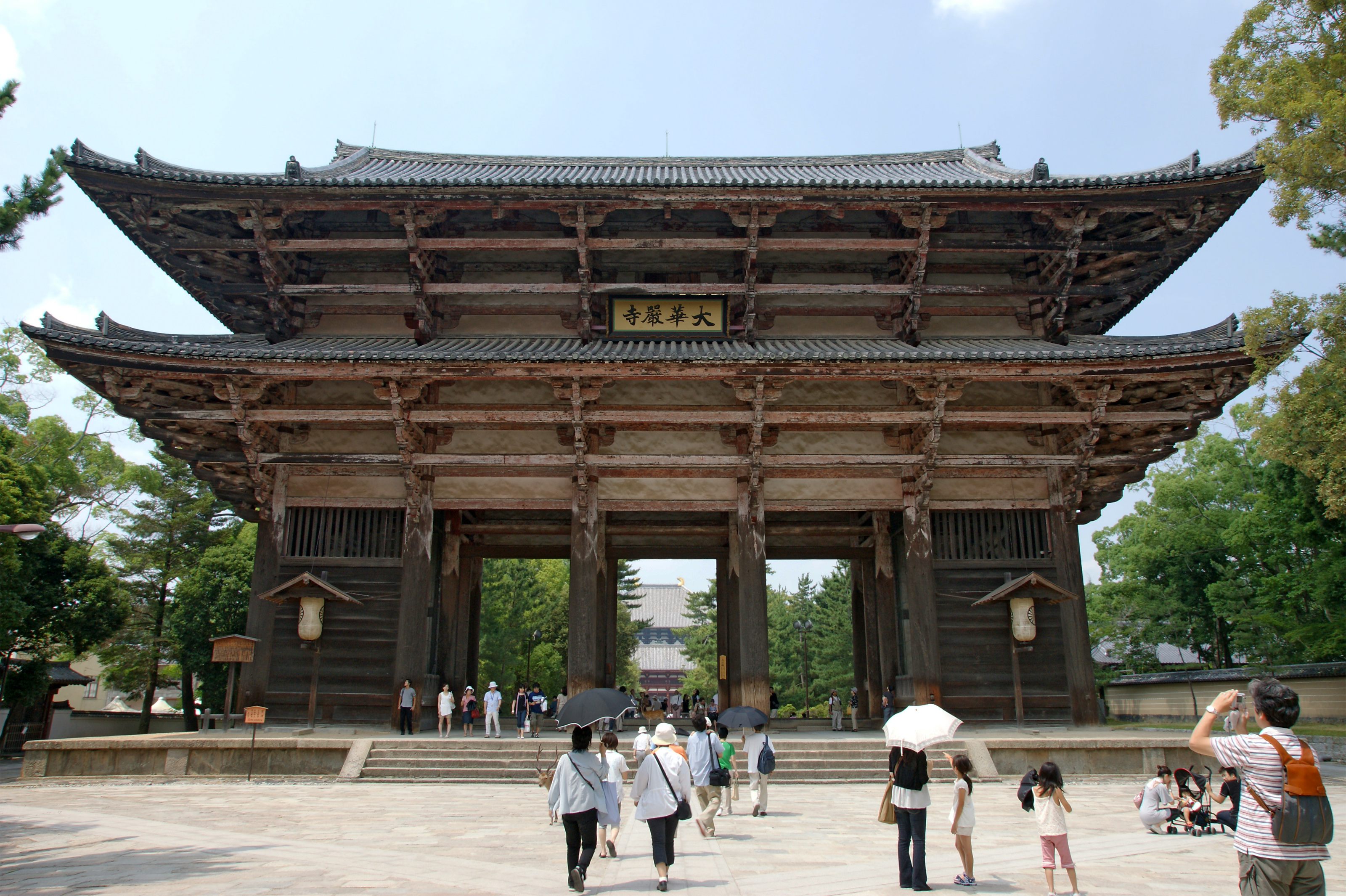
東大寺南大門

鎌倉文化是指日本鎌倉時代文化。鎌倉文化是建立在继承了平安时代国风文化的传统而发展起来的"公家文化"以及新兴武家社会为背景而创造的"武家文化"的二元文化的基础之上的。

## 主要作品
- 平家物语
- 愚管抄
- 新古今和歌集
- 東大寺南大門
- 徒然草
- 方丈記